# Gyna maculipennis
Gyna maculipennis es una especie de cucaracha del género Gyna, familia Blaberidae.

## Distribución
Esta especie se encuentra en Suazilandia, Mozambique, Zimbabue, Tanzania, Kenia, Angola, Sierra Leona, Ghana, Togo, Benín, Nigeria, Camerún, Senegal, Gambia y República Democrática del Congo.